# Götön (naturreservat)
Götön är ett naturreservat i Strängnäs kommun i Södermanlands län.
Området är naturskyddat sedan 2006 och är 265 hektar stort. Reservatet omfattar ön med detta man med kringliggande vatten och ön/kobben Stora Askholmen. Ön/reservatet består av  grandominerad blandskog, lövlundar, hällmarker med tall, granskog och halvöppna före detta betesmarker.